# Alvaldi
Nella mitologia nordica Alvaldi (o Ölvaldi) è un jǫtunn, padre di Þjazi, Gangr e Iði. Egli è inoltre nonno paterno di Skaði.

## Nel mito
Nello Skáldskaparmál Snorri descrive Alvaldi come molto ricco e possessore di un'immensa quantità d'oro. Al momento della sua morte i suoi tre figli decisero di dividere le sue ricchezze in questo modo: A turno ognuno di essi avrebbe preso tanto oro quanto la propria bocca poteva contenerne e così avrebbero continuato fino all'esaurimento dell'eredità del padre.